# Batistério de Latrão
Batistério de Latrão ou Batistério Lateranense, cujo título oficial é San Giovanni in Fonte al Laterano, é um batistério octogonal coberto por uma cúpula que serve à Arquibasílica de São João de Latrão, em Roma.

## História

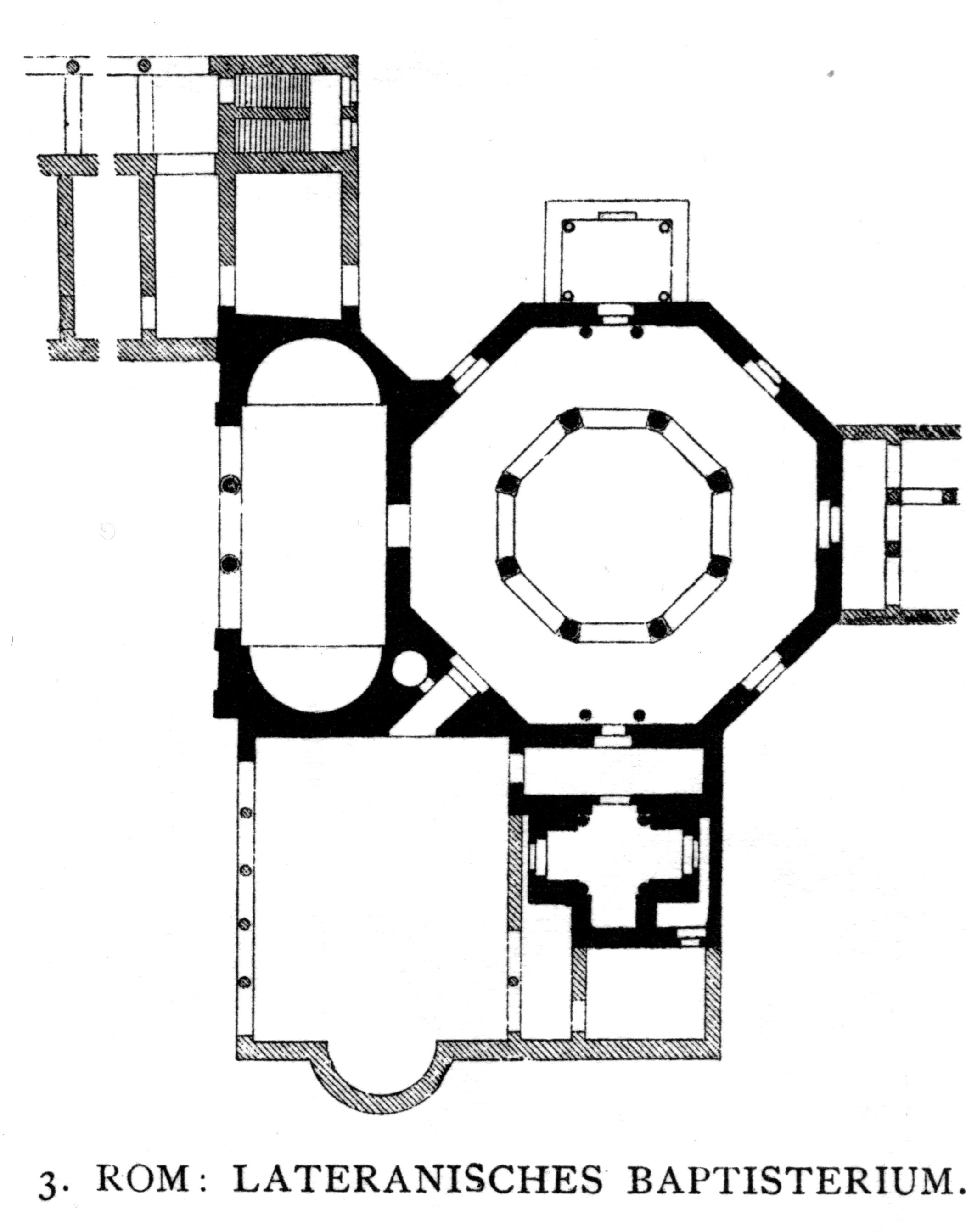
Plano

O batistério foi criado pelo papa Sisto III em 440, provavelmente sobre uma estrutura anterior, pois conta uma lenda posterior que Constantino, o Grande, teria sido batizado ali e, por isso, teria embelezado ricamente o edifício. Porém, é mais provável que o imperador, se é verdade que ele foi batizado, tenha realizado o ritual no oriente romano e, possivelmente, pelas mãos de um bispo ariano. Este batistério foi, por muitas gerações, o único de Roma e sua estrutura octogonal, centrada sobre a grande pia batismal destinada a imersões completas, serviu de modelo para inúmeros outros por toda e Itália, além de motivo para iluminuras da "Fonte da Vida".
Em volta da área central, onde está a pia, se ergue um octógono formado por oito colunas de pórfiro coroadas por capiteis coríntios de mármore branco e um entablamento clássico. No teto, está a história da Batalha da Ponte Mílvia (312), que marcou a conversão de Constantino ao cristianismo. Um deambulatório rodeia a fonte e as paredes externas completam o grande octógono. Anexo de um lados, na direção da arquibasílica, está um belo pórtico com duas colunas de pórfiro com capiteis ricamente esculpidos, suas bases e o entablamento ainda original da período flaviano (século I). A parte superior descansa sobre uma arquitrave sobre pilares de pórfiro, com uma inscrição que louva o batismo.
Se exterior em tijolos simples foi decorado com um friso projetado por Francesco Borromini em 1657 que incorporou o brasão do papa Alexandre VII.
Um portal de bronze da época do papa Hilário (século V) é um dos últimos remanescentes da antiguidade romana.

## Decoração interior
O interior deve muito ao redesenho barroco de Andrea Sacchi e seus alunos no século XVII, decorando as paredes com afrescos sobre a vida de Constantino; a lanterna foi decorada com cenas da vida de São João Batista. A pia batismal, de basalto verde da antiguidade clássica, recebeu uma orla de bronze dourado por Ciro Ferri em 1677. As capelas laterais, dedicadas a Santa Rufina, São Venâncio e aos dois santos João, datam dos séculos V a VII. A porta de bronze da Cappella del Battista é proveniente da Antiguidade. Os tetos da capela de São João Batista são decorados com mosaicos do século V, tendo no centro o "Cordeiro de Deus" e, ao redor, uma guirlanda que mostra as estações do ano, com espigas de milho, rosas, lilases, azeitonas e folhas de vinha e, ao redor, vasos de flor entre pares de pássaros.

## Galeria

Imagens da igreja
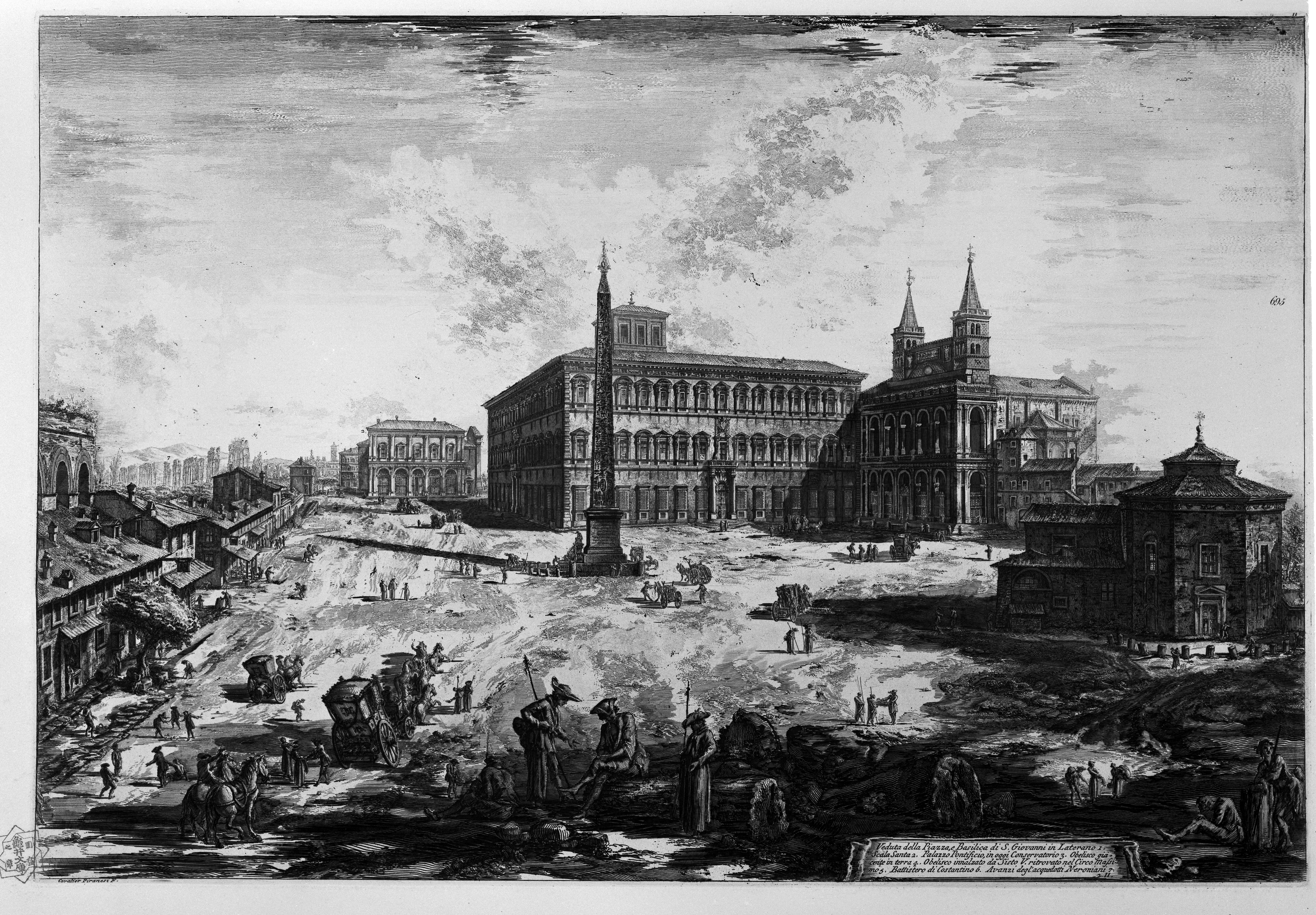
Vista da área do Latrão por Piranesi (séc. XVIII). Estão visíveis o Palácio de Latrão, a Basílica de São João de Latrão, o Obelisco Laterano e o Batistério de São João.
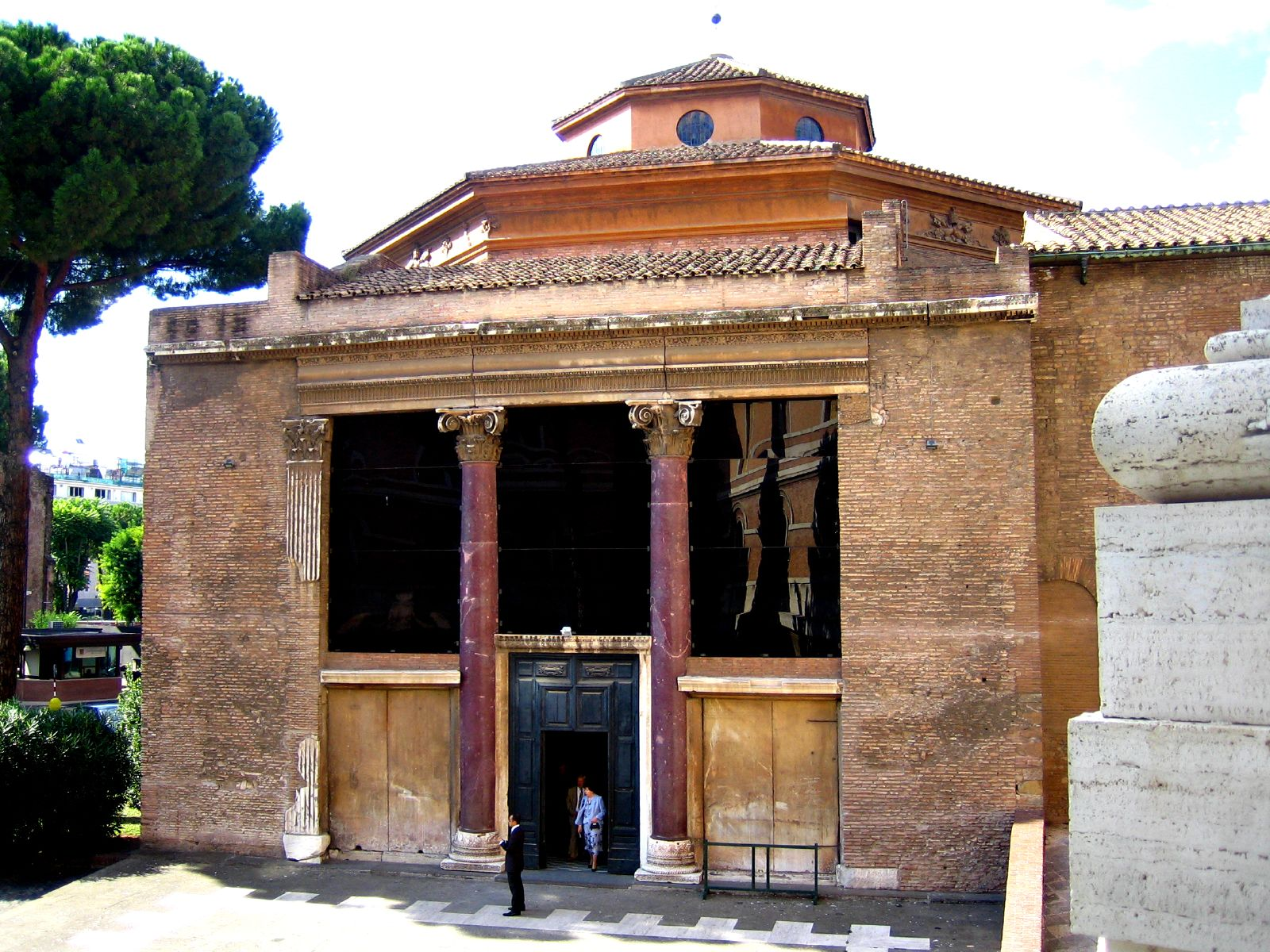
Pórtico de entrada.
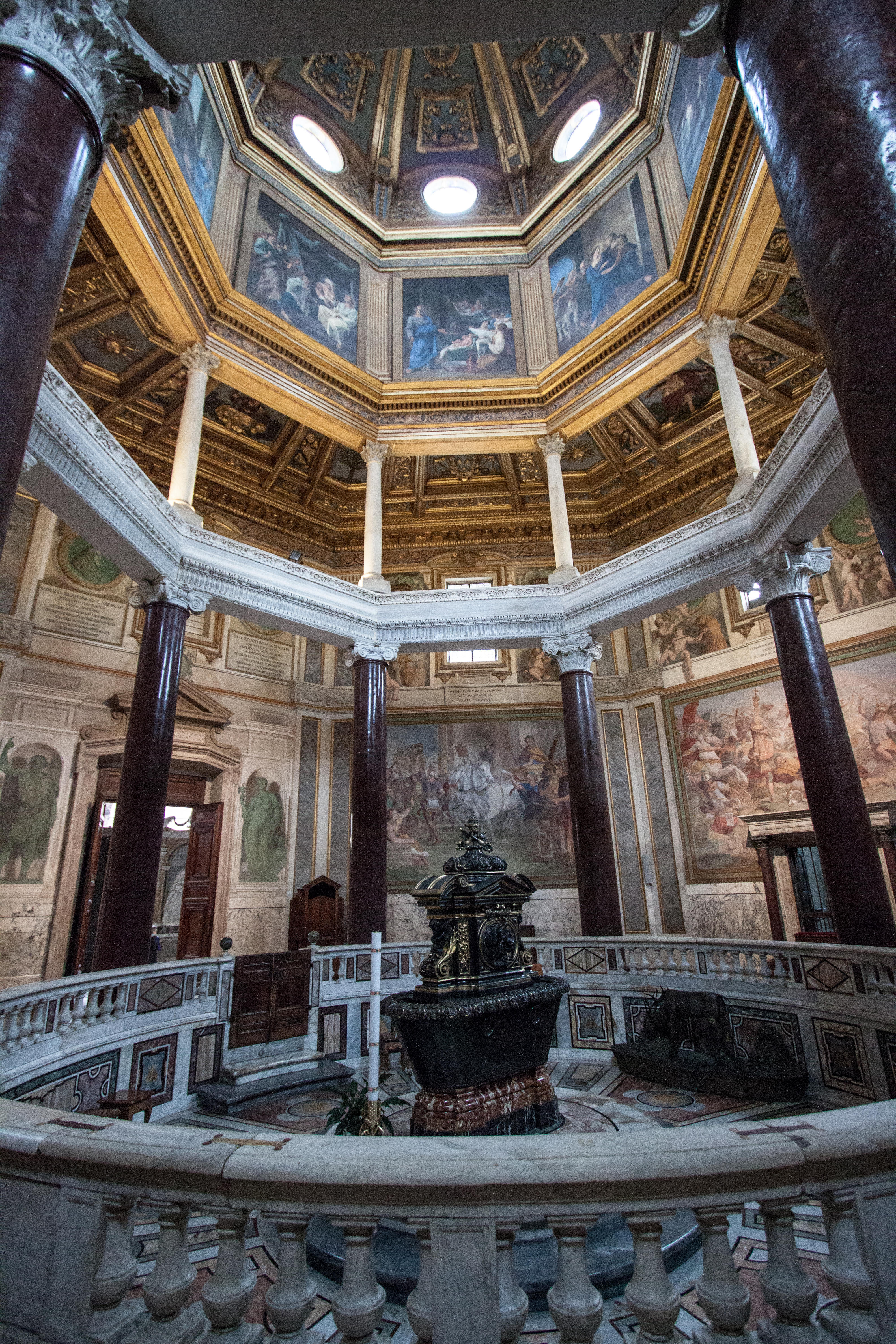
Interior.
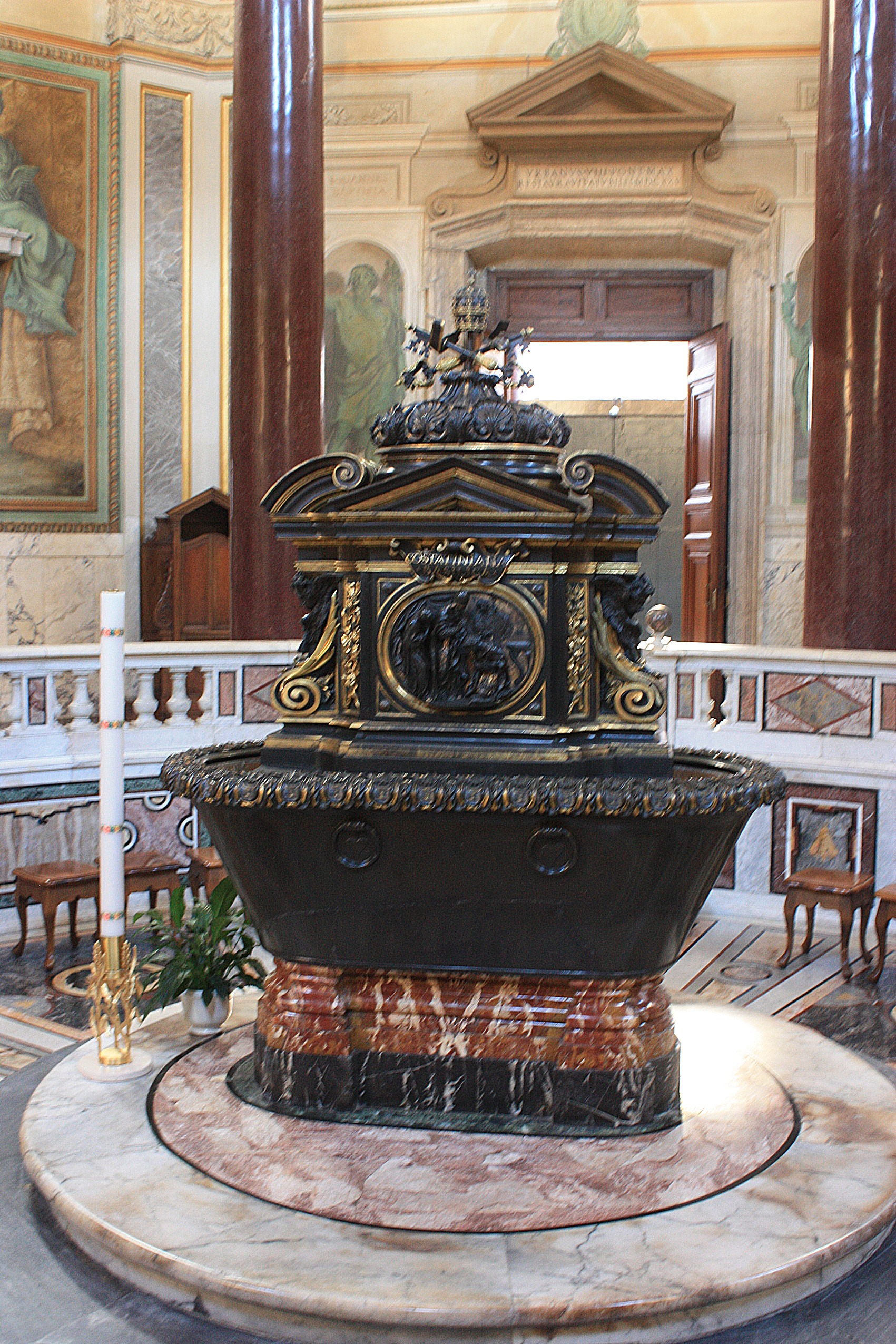
Pia batismal.
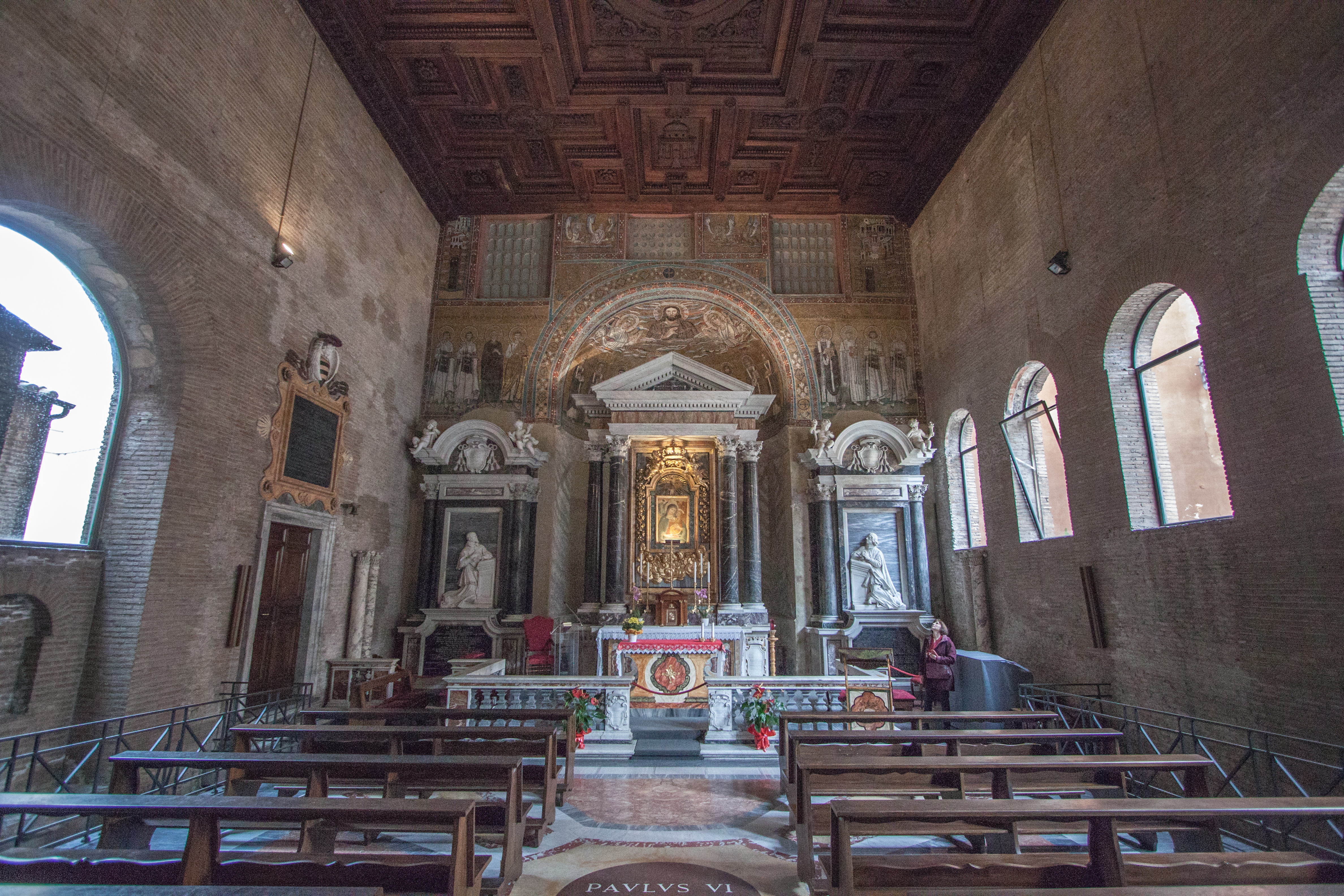
Capela de São Venâncio no Batistério.